# Duostominoidea
Duostominoidea, tradicionalmente denominada Duostominacea, es una superfamilia de foraminíferos del suborden Robertinina y del orden Robertinida. Su rango cronoestratigráfico abarca desde el Anisiense (Triásico medio) hasta el Hettangiense (Jurásico inferior).

## Clasificación
Duostominoidea incluye a las siguientes familias:
- Familia Duostominidae
- Familia Asymmetrinidae
- Familia Oberhauserellidae